# Franziskanerkloster Niederstetten
Das Franziskanerkloster Niederstetten war von 1749 bis zu seiner Aufhebung 1810 ein Kloster des Franziskanerordens in Niederstetten im Main-Tauber-Kreis in Baden-Württemberg.

## Geschichte
Seit 1705 wurden unter den Grafen von Hatzfeldt wieder römisch-katholische Gottesdienste in Niederstetten abgehalten. Um die katholischen Einwohner der Stadt zu betreuen, wurde bei der 1749/50 dazu errichteten Schlosskirche Maria Immaculata auf Schloss Haltenbergstetten eine Niederlassung der Franziskaner als Mission eingerichtet. Das mit zwei Patres besetzte Franziskanersuperiorat Haltenbergstetten (Niederstetten) gehörte zur  Thüringischen Rekollektenprovinz (Thuringia) des Ordens. Im Jahre 1810 wurde infolge der Säkularisation die katholische Kuratie zur Pfarrei erhoben, ein katholischer Stadtpfarrer ernannt und die Franziskanermission aufgehoben.